# هيكتور يازالدي
هيكتور كازميرو يازالدي (بالإسبانية: Héctor Casimiro Yazalde)‏، من مواليد 29 مايو 1946 في أفيلانيدا في الأرجنتين وتوفي في 18 يونيو 1997، لاعب كرة قدم أرجنتيني سابق.
فاز بجائزة الحذاء الذهبي الأوروبي في عام 1974 برصيد 46 هدف.
لعب مع منتخب الأرجنتين لكرة القدم في عام 1970 وحتى عام 1974، وشارك معهم في 10 مباريات وسجل هدفين.

## روابط خارجية
- هيكتور يازالدي على موقع الاتحاد الدولي (مؤرشف)  (الإنجليزية)
- هيكتور يازالدي على موقع قاعدة بيانات كرة القدم.إي يو (الإنجليزية)
- هيكتور يازالدي على موقع ناشيونال فوتبول تيمز (الإنجليزية)
- هيكتور يازالدي على موقع كووورة